# Petr Surý
Petr Surý (23. ledna 1957 Brno – 2. června 2022 Brno) byl český kontrabasista.

## Život
V raném mládí hrál Petr Surý na akordeon a s ním také navštěvoval Lidovou školu umění. Ačkoliv se v profesní kariéře hře na tento nástroj dále nevěnoval, zahrál si na něj při studiové nahrávce jako host alba Poutníků Co už je pryč v písni Zaprášená krása. 
Absolvoval gymnázium Vídeňská v Brně (tehdy Koněvova) a po maturitě i Státní konzervatoř a následně JAMU v oboru kontrabas (pod vedením respektovaného zakladatele brněnské kontrabasové školy Jiřího Bortlíčka a Josefa Hanáka, kterého časem alternoval v Javorech a v 90. letech se stal jeho spoluhráčem v orchestru opery Národního divadla Brno). Během studia byl přijat do orchestru brněnské operety, kde působil pouze krátce a v období mezi absolutoriem a počátkem vojny začal působit v BROLNu (Brněnský rozhlasový Orchestr Lidových Nástrojů).
Záliba v trampingu a turistice ho přivedla v mládí nejen ke hře na kytaru a k celoživotní přezdívce „Pedro“, ale také k oblibě bluegrassové muziky. Tento hudební styl doplňoval jeho zájem o muziku lidovou, který nejspíše podnítila jeho maminka, když ho přivedla do spolku Poľana a Slováckého krúžku.
Už na gymnáziu se seznámil s Robertem Křesťanem a společně tvořili uskupení Trapeři, které v 70. letech hrálo bluegrassovou muziku. Kolem roku 1978 se z iniciativy Petra zrodilo ryze bluegrassové uskupení Vědro, které založil společně s Vladimírem Lacem Povolným a doplnil je Petr Rolins Kříž. Zde se také Petr Surý setkával s houslistou a mandolinistou Jiřím Plockem, se kterým  později začal velmi intenzivně spolupracovat. V kapele Vědro hrál Petr Surý na kytaru a psal české texty písní – skladbu Nehledám jinou (na motivy písně Wichita Linemana), o mnoho let později nahrála kapela Sakrapes.
Společně s Jiřím Plockem založili v roce 1990 kapelu Teagrass, která v čase prošla proměnami od bluegrassu, přes folklorní cimbálovou podobu, newgrass, swing až k world music. Původní sestava kapely byla Petr Surý (kontrabas), Jiří Plocek (mandolína, housle), Luboš Malina (banjo), Katarína Pořízková-Mittereggerová (kytara, zpěv). V roce 1993 změnila kapela zaměření a k Petrovi s Jiřím se přidali Petr Pánek (cimbál) a Natálie Velšmídová (cello, zpěv) a vydali společně první album Folklorní tvář (1993). O dva roky (1995) později po návratu Plocka z USA se kapela zformovala opět, tentokrát v trojici kytaristou Michalem Vavro a společně vydali album Cestou na východ (1995). Později kapelu doplnil čtvrtý člen klarinetista Michal Zpěvák a společně odletěli na krátké turné do USA. Po návratu bylo možné v repertoáru sledovat výrazné swingové rysy a také přibyl nový člen – kysucký houslový virtuóz Stano Palúch. V této formaci společně s folkloristkou Irén Lovász natočili alba Wide is The Danube (2000) a bilanční Večírek (2002).
Jiřímu Plockovi Petr díky své znalosti horňáckého folklóru pomohl s dramaturgií alba Horňácký hudec Martin Hrbáč a na albu si také zahrál.
S mnoha hudebními uskupeními Petr procestoval celý svět. Ať už s Filharmonií Brno, s kapelou Teagrass, nebo Druhou Trávou – o jedné z takových koncertních návštěv USA píše i Robert Fulghum v knize Co jsem to proboha udělal?:
Zpráva ze čtvrtečního večera: v Hvězdné síni vystupuje „Druhá Tráva“, bluegrassová kapela z České republiky. Přidávali písničku „Wild Horses“, verzi od Rolling Stones. Něčeho takového by se veřejně neodvážil ani otec bluegrassu Bill Munroe.
Petr hrál a hostoval v mnoha hudebních uskupeních až do své smrti v roce 2022.

## Hudební spolupráce
- Trapeři (cca 1973–1979, obnovení v novém tisíciletí)
- bluegrassové Vědro (1978) – zakladatel
- folkjazzové Avocado (1986–1987) vítězství na Vokalíze 86
- BROLN – Brněnský rozhlasový Orchestr Lidových Nástrojů (1980–88 a od 1993 do přijetí angažmá v orchestru NDB)
- vícežánrový Teagrass (1990–2022) – zakladatel
- Kapela Petra Olivy (1988–1993)
- Moravská muzicka Luďka Šáchy
- Javory (alternace 1978–80, kmenově 1993–2005)
- Cimbal Classic (1994–1999)
- Orchestr Národního divadla Brno (od konce 90. let do roku 2022)
- Druhá tráva (jako host poprvé při nahrávání alba Starodávný svět v roce 1994, kmenově 2002–2010)[8]
- Cimbálová muzika Františka Černého (2000–2022)
- Kamelot (2010–2012)

### Alba
- Černá Mše / Bude Mi Líp / Veksl Blues / Oči A Doteky / Balada O Ustalovači (Avocado, 1987)[9]
- Vianoce s J. Černým (Jožka Černý, 1990)
- Je to v nás (Poutníci, 1992)
- Když Sem Šel Z Hraďišťa (Jožka Černý, 1992)
- Na Slovácké Svatbě I = At Slovacko's Wedding 1 (Kapela Petra Olivy, 1992)
- Folklorní tvář (Teagrass, 1993)
- To Nejlepší S Javory (Hana A Petr Ulrychovi, Javory, 1994)
- Pokoj Lidem Dobré Vůle (Záznam Vánočního Koncertu) (Hana A Petr Ulrychovi, Javory, 1994)
- Starodávný svět (Robert Křesťan, Druhá tráva, vydáno 1994)
- Good News From Home (Beppe Gambetta, 1995)
- Cestou Na Východ – Eastbound (Teagrass, 1995)
- Moravské Písně Milostné (Teagrass, 1999)
- Wide is The Danube (Teagrass a Irén Lovász, 2000)
- Best & Last (Robert Křesťan, Druhá tráva, vydáno 29. 10. 2001)
- Večírek (Teagrass, 2002)
- Písně (Hana Ulrychová, Petr Ulrych, vydáno 23. 5. 2005)
- (Nejen) Tichý hlas / To nejlepší z let 1968 – 2006 (Hana Ulrychová, vydáno 13. 10. 2006)
- Folkové nálady 2 (Různí interpreti, vydáno 12. 7. 2019)
- Šumaři (Hana A Petr Ulrychovi, Javory, 2003)
- Dylanovky (Robert Křesťan, Druhá tráva, vydáno 1. 1. 2007)
- Život Běží Dál (Wabi Daněk, 2009)
- Jeskyně (Už Jsme Doma, 2010)
- Horňácký hudec Martin Hrbáč (Martin Hrbáč, 2012)
- Rosa na kolejích (Wabi Daněk, vydáno 3. 4. 2020)
- Bluegrass 90 (Různí interpreti, vydáno 24. 4. 2020)
- Folkové hity (Různí interpreti, vydáno 19. 2. 2021)
- Vypravěč písní (Wabi Daněk, vydáno 19. 11. 2021)[10]
- a další

### Filmová hudba
- Ostrov Svaté Heleny (2011)
- O statečném kováři (1983)[11]

### Hostování
- v cimbálových muzikách Jaroslava Čecha, Martina Hrbáče a Miroslava Minkse
- album Svaťa Kotas: Pozdě v noci (1993)
- album Beppe Gambetta: Good News From Home (1993) kapely Teagrass
- album Luboš Malina: Naper se a pukni (1995)
- album Cestou na východ (1995)
- album Duo Cis: Ciskotéka (1995)
- album Vyndi Slunko (1996)
- album Spirituál kvintet: Na káře (1997)
- album Kamelot&Lampa: Vyhaslý oheň (1997)
- album Poutníci: Co už je pryč (1997)
- album Guitar Session (2001)